# Hohenstein-Ernstthal
Hohenstein-Ernstthal is een gemeente en plaats in de Duitse deelstaat Saksen, gelegen in de Landkreis Zwickau. De stad telt 14.310 inwoners.
In deze plaats ligt de Sachsenring, een circuit waar de Grand Prix-wegrace van Duitsland gehouden wordt.
In 1999 werden Wüstenbrand en delen van Oberlungwitz en Kuhschnappel deel van de gemeente.

## Verkeer en vervoer
- In de gemeenten bevinden zich de spoorwegstations Hohenstein-Ernstthal en Wüstenbrand.

## Geboren

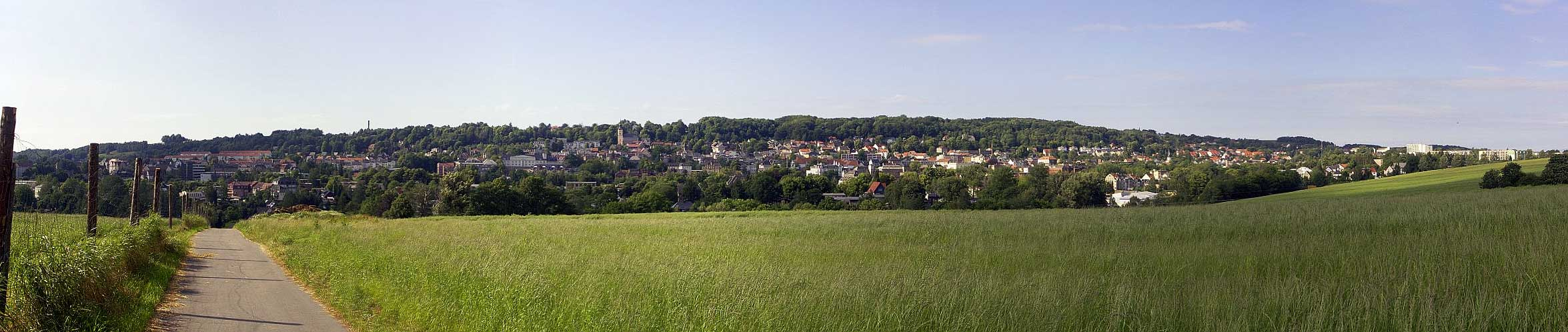
Panorama

- Karl May (1842-1912), schrijver

Bernsdorf ·
Callenberg ·
Crimmitschau ·
Crinitzberg ·
Dennheritz ·
Fraureuth ·
Gersdorf ·
Glauchau ·
Hartenstein ·
Hartmannsdorf bei Kirchberg ·
Hirschfeld ·
Hohenstein-Ernstthal ·
Kirchberg ·
Langenbernsdorf ·
Langenweißbach ·
Lichtenstein/Sa. ·
Lichtentanne ·
Limbach-Oberfrohna ·
Meerane ·
Mülsen ·
Neukirchen/Pleiße ·
Niederfrohna ·
Oberlungwitz ·
Oberwiera ·
Reinsdorf ·
Remse ·
Schönberg ·
St. Egidien ·
Waldenburg ·
Werdau ·
Wildenfels ·
Wilkau-Haßlau ·
Zwickau